# Iron Mountain Trail
Iron Mountain Trail è un film del 1953 diretto da William Witney.
È un western statunitense con Rex Allen e Slim Pickens. Il film descrive gli inizi del sistema postale dei Pony Express.

## Produzione
Il film, diretto da William Witney su una sceneggiatura di Gerald Geraghty e un soggetto di William Lively, fu prodotto da Edward J. White per la Republic Pictures e girato nell'area di Burro Flats nelle Simi Hills, California, dal 2 febbraio 1953.

## Distribuzione
Il film fu distribuito negli Stati Uniti dall'8 maggio 1953 al cinema dalla Republic Pictures. È stato distribuito anche in Brasile con il titolo Caminho do Terror.